# نووینسکی (آستراخان)
نووینسکی (به لاتین: Novinsky) یک منطقهٔ مسکونی در روسیه است که در استان آستراخان واقع شده‌است.